# Даур (Иркутская область)
Дау́р — село в Нижнеудинском районе Иркутской области. Входит в состав Шебертинского муниципального образования.

## География
Село находится на расстоянии 83 км к юго-востоку от города Нижнеудинск, административного центра района

## Население
| 2002 | 2010 | 2011 | 2012 |
| ---- | ---- | ---- | ---- |
| 411  | ↘346 | ↘345 | ↘340 |

## Улицы
В селе имеются две улицы: Советская и Солнечная.